# 就活ナビ
就活ナビとは大学生が就職活動を行う際に利用される、企業にエントリーする機能を持ったウェブサイトの総称。学生は会員登録時に自身の個人情報を登録しておき、その情報を企業にエントリーする際に利用することが可能になっている。「就職ナビ」「就職活動ナビ」「ナビサイト」などのように呼ばれることもある。